# Piazza Cesare Battisti (Rovereto)
Piazza Cesare Battisti è una piazza nel centro storico di Rovereto.

## Storia
La piazza esiste almeno dal XV secolo. Attorno al 1919 nel sottosuolo della piazza vennero trovati resti di un cimitero di epoca romana esteso abbastanza da comprendere nella sua antica superficie anche gli accessi alle vie che confluiscono in questo spazio cittadino moderno.
Durante gli scavi realizzati subito dopo il primo conflitto mondiale sono state rinvenute quattro monete del periodo consolare e numerosi altri pezzi databili ad un periodo compreso tra gli anni di Adriano e di Costantino I, oltre a monili ed oggetti in metalli preziosi.

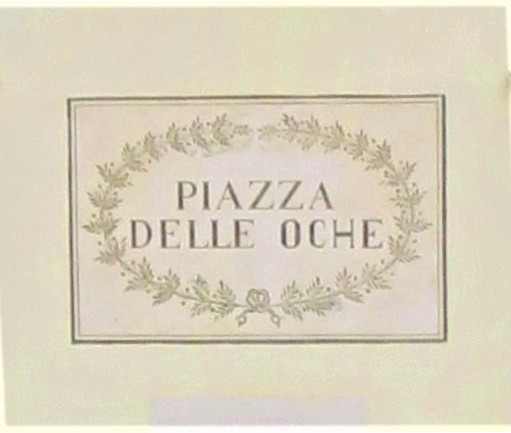
Targa dipinta con l'antico nome di
piazza delle Oche.

### Origini del nome
La piazza nel corso del tempo ha assunto vari nomi:
- Plazeola, attorno al XV secolo.
- piazza delle Oche, per la presenza di sculture in pietra raffiguranti cigni, scambiati per oche, che si trovavano sul pozzo prima che vi fosse spostata la fontana del Nettuno.
- piazza Cesare Battisti, a partire dal primo dopoguerra del XX secolo.

Erroneamente viene chiamata anche col nome della sua fontana, cioè piazza Nettuno o del Nettuno.

## Luoghi di interesse

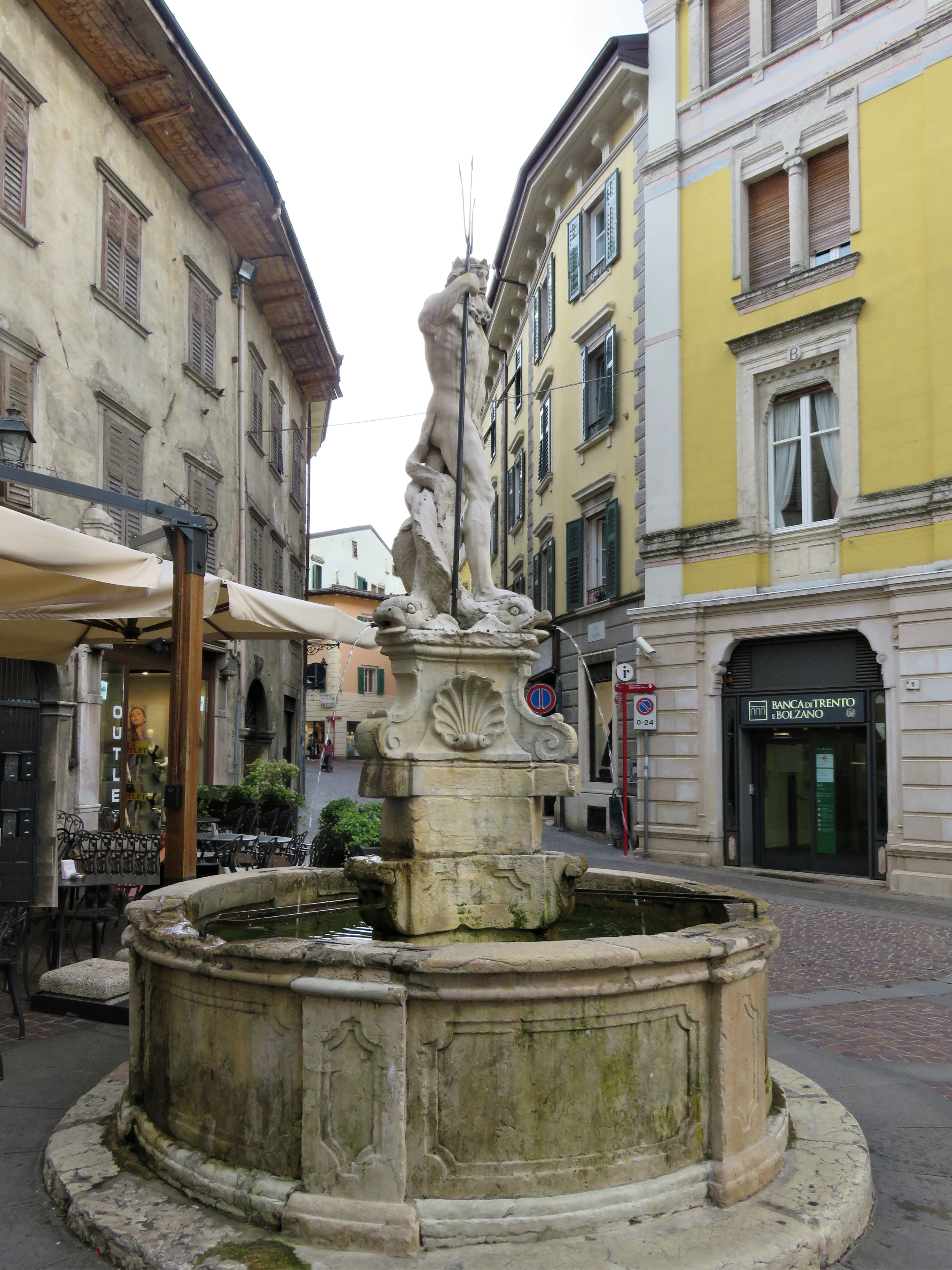
Fontana del Nettuno e inizio via Rialto.

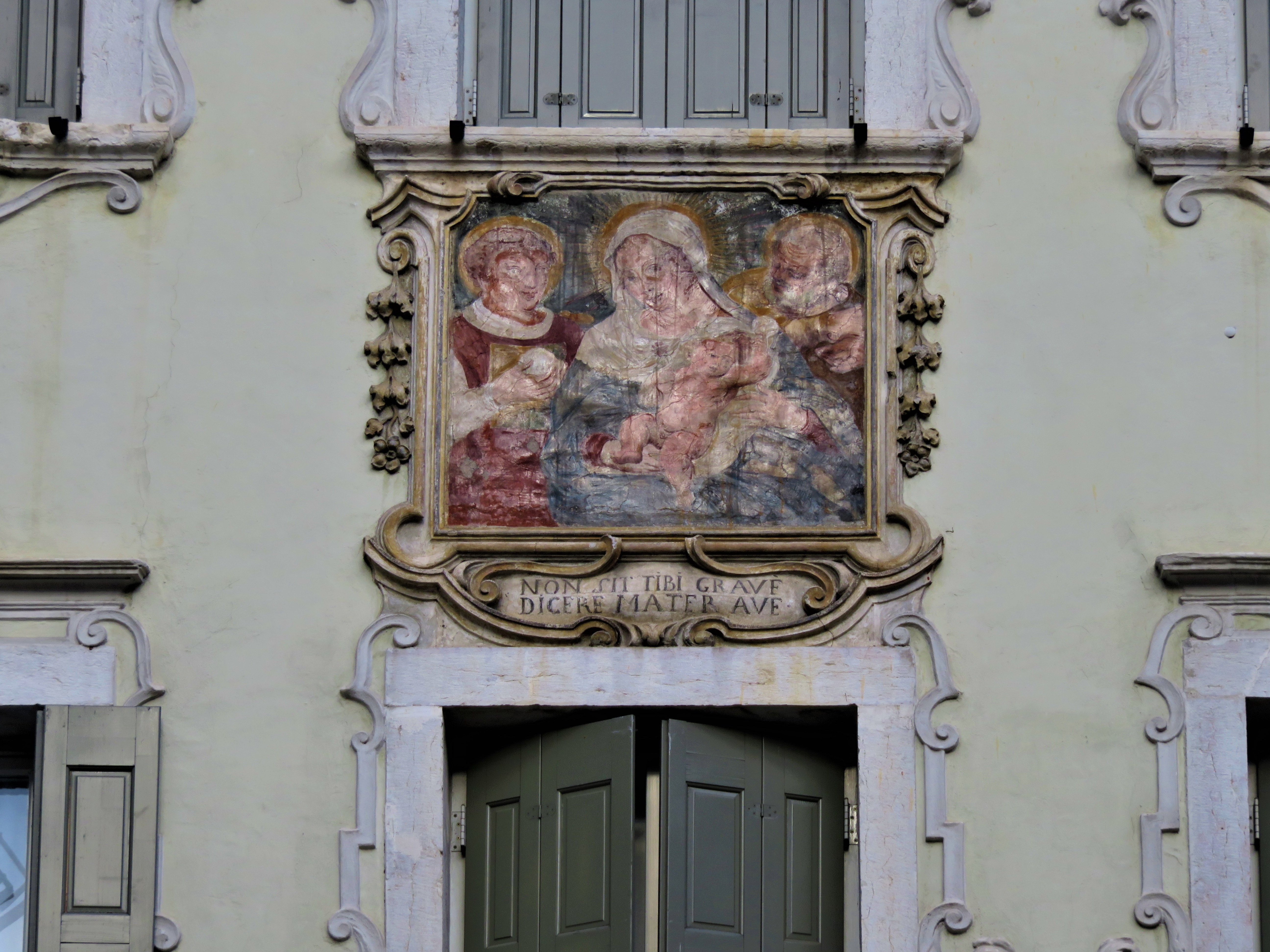
Madonna con Bambino e santi sulla facciata di casa Lenner.

- Fontana del Nettuno. La fontana sino al 1976 si trovava presso il palazzo Annona, in corso Bettini e da quando è stata sistemata in questo spazio ne caratterizza e ne valorizza la valenza architettinica.[4] In tempi recenti la statua è stata oggetto di un furto vandalico e il tridente artistico è stato in seguito sostituito da un altro in ferro battuto, opera di Luigino Armani di Pannone[5]
- Vicolo del Messaggero [tirolese], che conserva in parte una struttura interna ad androni, scale e corti selciate e angoli cinquecenteschi. Qui si trovavano l'albergo al Cervo e la tipografia storica Marchesani.[6]
- Casa Lenner, all'angolo col vicolo del Messaggero. Notevole sulla sua facciata la Madonna con Bambino e santi in una cornice a stucco.
- Affresco dell'Annunciata, detto dell'Erbivendola, dipinto da Martino Teofilo Polacco e Francesco Bartoli nel 1621 posto nella piccola rientranza tra gli edifici prima dell'inizio di via Giuseppe Mazzini.